# زمین‌شناسی تاریخی

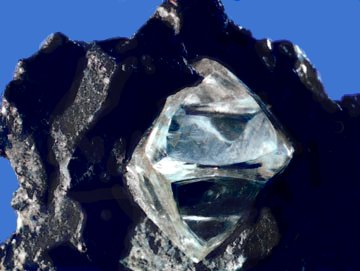

به‌طور کلی زمین‌شناسی تاریخی، شاخه مهمی از علم زمین‌شناسی است که از تاریخ تحولات و تکامل تدریجی زمین و حیات وجود در آن از ابتدای تشکیل تا به امروز بحث می‌نماید. از این رو زمین‌شناسی تاریخی ارتباط بسیار نزدیکی با چینه‌شناسی، سنگواره‌شناسی و زمین‌گاه‌شناسی دارد. سیر تحولات پوسته زمین اعم از قاره‌ای و اقیانوسی، خاستگاه و موقعیت پیشین و نخستین قاره‌ها، زمان جدایش آنها، تشکیل اقیانوس، منشأ حیات و سیر تکاملی آن‌ها در زمان‌های مختلف زمین‌شناسی، همچنین کوهزایی‌ها و زمان آنها، از جمله فرآیندهایی هستند که در طول تاریخ زمین رخ داده‌اند و در تقسیم‌بندی عمر زمین به دوره‌های زمین‌شناسی نقش اساسی دارند.

## روش زمین‌شناسی تاریخی
روش زمین‌شناسی تاریخی آن است که از طریق مطالعه ساختمان کنونی، اثرات و شواهد پدیده‌های مختلف به چگونگی وقوع و شکل گرفتن آن‌ها پی برده می‌شود. اطلاعات حاصل از یادگیری تاریخ زمین بسیار با ارزش است. برای مثال امروزه زمین شناسان دریافته‌اند که نفت و گاز اغلب بر روی گنبدهای نمکی تجمع پیدا می‌کنند یا زغال‌سنگ‌ها معمولاً در آب و هوای گرم و مرطوب و محیط‌های مردابی به وجود می‌آیند، از طریق مطالعه گذشته زمین می‌توان به چنین محیط‌های رسوبی یا آب و هوای دیرینه پی برده و در نتیجه راه را برای اکتشاف منابع مذکور هموار نمود.

## تاریخچه زمین‌شناسی تاریخی

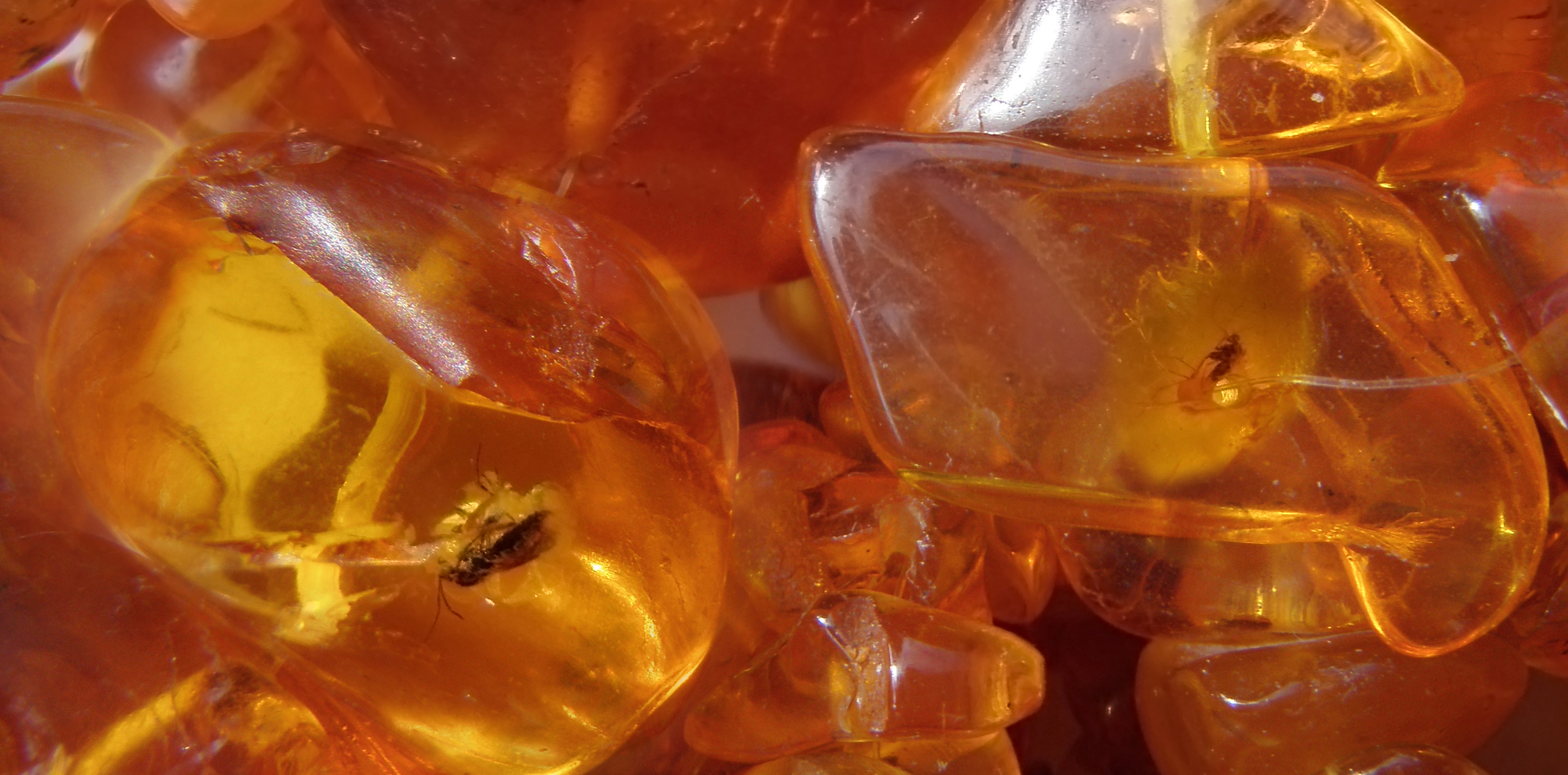

انسان از بدو خلقت می‌کوشیده که محیط خود را بشناسد، انسان اولیه از مشاهده پدیده‌هایی مانند: زمین‌لرزه، آتشفشان و باد و باران به تفکر پرداخته و برای بقای زندگی تلاش نموده تا محیط خود را بهتر بشناسد. زمین‌شناسی تاریخی یکی از شاخه‌های متنوع زمین‌شناسی است که همزمان با پیشرفت این علم بر اهمیت آن افزوده شده‌است.
ویلیام اسمیت (۱۸۳۹–۱۷۶۹) مهندس معدن طی تجربیات ۲۴ ساله خود علم چینه‌شناسی و زمین‌شناسی تاریخی را بنیان‌گذاری نمود. وی به پدر چینه‌شناسی معروف شده‌است.
انتشار کتاب تئوری زمین) توسط جیمز هاتن توجه مردم را به اهمیت مطالعه زمین و تاریخ آن جلب نمود. هاتن نشان داد که فسیل‌ها بقایای حیات گذشته بوده و برای تعیین سن نسبی زمین می‌توان از آن‌ها استفاده نمود.
بعد از کشف مواد رادیواکتیو در اوایل قرن جدید برای تعیین سن زمینی و تنظیم جدول زمانی آن از این مواد استفاده شد. نظریه تکتونیک صفحه‌ای وگنر (۱۹۱۵) به حل مسائل مهم زمین‌شناسی کمک زیادی نمود.
با اینکه امروزه اطلاعات زیادی از زمین و تحولات آن کسب شده‌است، ولی مسائل دیگری نیز لاینحل باقی مانده که کشف و حل آن‌ها بر عهده زمین شناسان جوان خواهد بود.

## تولد زمین
حدود ۱۰ میلیارد سال پیش، ستاره‌ای که از هیدروژن اولیه زاده شده بود منفجر گردید و بقایای اتم‌های هیدروژن و هلیم و سایر عناصر سنگین آن ستاره در فضا آزاد شد. پنج میلیارد سال بعد خورشید و بیش از یکصد تریلیون اجرام کوچک و بزرگ آسمانی متشکل از مواد مختلف گازی، جامد و یخ در مدارهای مختلف به دور خورشید به گردش درآمده‌اند و تدریجاً تعداد نه سیاره به‌طور مستقل (در اثر افزایش گرانش و وزن و حجم) در منظومه خورشیدی شامل عطارد، زهره، زمین، مریخ، مشتری، زحل، سیاره اورانوس، نپتون و پلوتون و قمرهای آن‌ها به وجود آمدند.
حرارت کره زمین پس از تولد، به تدریج رو به کاهش نهاد و جو زمین به حد و نقطه بحرانی رسید که دیگر نتوانست بر تراکم خود بیافزاید و ابرها بجای ضخیمتر شدن، رطوبت خود را به صورت باران بر زمین سرازیر نمودند. بارندگی‌ها تا میلیون‌ها سال ادامه یافت تا سرانجام نواحی ژرف و عمیق زمین را پر کرد. موادی که به آسانی در آب حل می‌شوند، در آب دریاها حل و موجب تشکیل رسوبات آهکی گردیدند. بدین ترتیب به‌طور مداوم دی‌اکسید کربن از جو زمین به اقیانوس منتقل گردید.

## گاهشماری زمین‌شناسی
از مدت‌ها قبل زمین شناسان با توجه به ترتیبی که در ته‌نشینی لایه‌های مختلف پوسته زمین وجود دارد، سعی در تدوین جدولی نمودند تا بتوانند هر لایه را در جای خود ترسیم نمایند.
در اواخر قرن هفدهم زمین شناسانی که در ایتالیا و آلمان کار می‌کردند یک ستون چینه‌شناسی سه قسمتی درست کردند. بعداً توسط ورنر پوسته زمین به پنج قسمت تقسیم شد. ورنر طرح تقسیمات خود را بر مبنای منشأ سنگ‌ها قرار داد اما بعدها دریافت که برای ایجاد نظم و ترتیب کامل در ستون چینه‌شناسی، به یک ستون استاندارد در مقیاس جهانی نیاز است. اساس طرح ورنر بر پایه نظریه‌های هاتن و پلوتو نیست‌ها بود. نهایتاً طراحی توسط اسمیت در انگلستان و کوویر در حوزه پاریس ارائه شد که بر مبنای فسیل‌ها بنا شده بود.
در اوایل قرن هجدهم زمین شناسان با ادغام نظریه‌های استنو، هاتن، اسمیت و کوویر دریافتند، ترتیب پیچیده‌ای در سنگ‌های پوسته زمین وجود دارد که می‌تواند نماینده ستون چینه‌شناسی باشد. مطالعه بر روی ستون چینه‌شناسی تا قرن نوزدهم بطول انجامید تا در نتیجه جدولی تدوین شد که امروزه از آن استفاده می‌شود.

## واحدهای زمانی زمین‌شناسی
در اواخر قرن ۱۹ زمین‌شناسان متوجه اهمیت و لزوم جدا کردن تقسیمات زمان زمین‌شناسی و سنگ‌های رسوبی نموده در طول زمان شدند. بر همین اساس واحدهای چینه‌شناسی را به واحدهای زمانی و واحدهای زمانی سنگ‌شناسی تقسیم نمودند. واحدهای زمانی سنگ‌شناسی به ترتیب عبارتند از:

### بیوزون
ساده‌ترین و اولین واحدی که در تقسیم‌بندی زمان طبقات رسوبی به کار می‌رود، بیوزون است. بیوزن می‌تواند مجموعه رسوباتی را شامل شود که در آن یک گونه فسیلی جانوری با ارزش چینه‌شناسی مشخص قرار داشته باشد.

### اشکوب
1. پس از بیوزون واحد بزرگتری که از لحاظ زمانی- سنگی به کار می‌رود، اشکوب است. اشکوب شامل مجموعه طبقات مربوط به رسوبات دریایی با فسیل‌های شاخص است که در مکان معینی دقیقاً مطالعه شده‌است.
2. معمولاً نام اشکوب را از اسم محلی که اولین بار مطالعه شده‌است گرفته و یکی پسوند «ian» به آن اضافه می‌کنند؛ مثلاً اشکوب لوتسین از کلمه لوتس نام قدیمی شهر پاریس گرفته شده‌است.
3. هر اشکوب چند بیوزون را شامل می‌شود. به عنوان مثال اشکوب کامپانین در حوضه پاریس از دو بیوزون تشکیل گردیده‌است. چنانچه یک اشکوب شامل بیوزن‌های متعدد باشد آن را به زیر اشکوب تقسیم می‌کنند. واحد اصلی کرونوستراتیگرافی که در مطالعات چینه‌شناسی مورد استعمال بیشتری دارد، اشکوب است.

### سامانه
1. مجموعه چند اشکوب یک سامانه (سیستم) را به وجود می‌آورد. نام هر سیستم از نام یک ناحیه مشخص، یا سری رسوبات به خصوص یا از نام فسیل‌های خاص اشتقاق می‌یابد.
2. به عنوان مثال در حالت اول در دوران دیرینه‌زیستی نام سیستم دونین از ناحیه دون، (Devon) واقع در جنوب غرب انگلستان و در دوران دوم سیستم ژوراسیک از ناحیه ژورا (Jura) واقع در بین آلمان و فرانسه گرفته شده‌است.
3. در حالت دوم نام سامانه کربنیفر از رسوبات کربن‌دار (زغال‌دار) و همچنین نام سامانه کرتاسه از کلمه یونانی کرتا به مفهوم رسوبات کربناته مشتق شده‌است.
4. سرانجام در حالت سوم دوره نومولیتیک که یک زیر سیستم به‌شمار می‌رود و مترادف پالئوژن است، نامش از فسیل نومولیتس اخذ گردیده‌است.
5. بعضی از سیستم‌ها به زیر سیستم نیز تقسیم شده‌است؛ مثلاً سیستم ژوراسیک به زیر سیستم‌های لیاس، دوگر و مالم تقسیم شده‌است.

دوران (Erathem)
سرانجام چند سامانه یک دوران را تشکیل می‌دهند؛ که تعریف دوران بر اساس دلایل و شواهد دیرینه‌شناسی، چینه‌شناسی، تغییرات مهم در عالم جانوری و گیاهی یا به عبارت دیگر تکامل موجودات و همچنین دوره‌های کوهزایی است.

## زمان‌بندی زمین‌شناسی
| زمان‌بندی زمین‌شناسی     |                          |                          |                          |
| پیدازیستی (فانروزوئیک) | نوزیستی (سنوزوئیک)       | کواترنری                 |                          |
| پیدازیستی (فانروزوئیک) | نوزیستی (سنوزوئیک)       | نئوژن                    |                          |
| پیدازیستی (فانروزوئیک) | نوزیستی (سنوزوئیک)       | پالئوژن                  |                          |
| پیدازیستی (فانروزوئیک) | میانه‌زیستی (مزوزوئیک)    | کرتاسه                   |                          |
| پیدازیستی (فانروزوئیک) | میانه‌زیستی (مزوزوئیک)    | ژوراسیک                  |                          |
| پیدازیستی (فانروزوئیک) | میانه‌زیستی (مزوزوئیک)    | تریاس                    |                          |
| پیدازیستی (فانروزوئیک) | دیرینه‌زیستی (پالئوزوئیک) | پرمین                    |                          |
| پیدازیستی (فانروزوئیک) | دیرینه‌زیستی (پالئوزوئیک) | کربونیفر                 |                          |
| پیدازیستی (فانروزوئیک) | دیرینه‌زیستی (پالئوزوئیک) | دوونین                   |                          |
| پیدازیستی (فانروزوئیک) | دیرینه‌زیستی (پالئوزوئیک) | سیلورین                  |                          |
| پیدازیستی (فانروزوئیک) | دیرینه‌زیستی (پالئوزوئیک) | اردویسین                 |                          |
| پیدازیستی (فانروزوئیک) | دیرینه‌زیستی (پالئوزوئیک) | کامبرین                  |                          |
| نهان‌زیستی (پرکامبرین)  | پیشین‌زیستی (پروتروزوئیک) | پیشین‌زیستی (پروتروزوئیک) | پیشین‌زیستی (پروتروزوئیک) |
| نهان‌زیستی (پرکامبرین)  | نخست‌زیستی (آرکئن)        |                          |                          |
| نهان‌زیستی (پرکامبرین)  | پیشازیستی (هادئن)        |                          |                          |

تاریخ زمین به دو قسمت بزرگ تقسیم شده‌است که یکی بزرگ‌ابردوران پرکامبرین (نهان‌زیستی) و دیگر اَبَردوران پیدازیستی است. پرکامبرین به سه ابردوران هادئن(پیشازیستی)، نخست‌زیستی (آرکئن) و پیشین‌زیستی (پروتوزوئیک) تقسیم شده‌است. ابردوران پیدازیستی به سه دوران دیرینه‌زیستی، میانه‌زیستی و نوزیستی بخش شده‌است.

### دوران دیرینه‌زیستی
دوران دیرینه‌زیستی (پالئوزوئیک) که از حدود ۵۹۰ میلیون سال پیش شروع و پایان آن ۲۲۵ میلیون سال پیش بوده‌است، به هفت دوره تقسیم می‌شود. در ابتدای این دوران بخش وسیعی از کره زمین را اقیانوس فرا گرفته ولی در اواخر آن قاره بزرگ پانجه‌آ تشکیل شد و مناطقی از زمین بالا آمده، رشته کوه‌هایی تشکیل شدند. یکی از دلایل عمده تحولات جانوران و زیادی بی مهرگان آبزی و صدف دار وجود دریای کم عمق و گرم در اولین دوره دوران دیرینه‌زیستی یعنی کامبرین بوده‌است که بیشتر سطح زمین را می‌پوشاند. از مهم‌ترین جانداران این دوره سه‌بندی‌ها (تریلوبیت‌ها) از گروه بندپایان بوده که شبیه به خرچنگ‌های نعلی امروزی بودند.

### دوره اردوویسین
در دومین دوره یعنی اردوویسین اولین ماهی‌ها ظاهر شدند و به خاطر اینکه بدن آن‌ها پوشیده از صفحات استخوانی بودند به آن‌ها ماهی‌های زره دار گویند. در سومین دوره یعنی سیلورین اولین گیاهان خشکی زی که ساقه، ریشه و برگ نداشتند ظاهر شدند که به جای این ساختارها اندامی قابل انعطاف داشتند و با هاگ تولید مثل می‌کرده‌اند، در چهارمین دوره دوونین اولین دوزیستان و اولین درختان از نهانزادان آوندی که با دانه تولید مثل می‌کرده‌اند ظاهر شدند، در پنجمین دوره یعنی کربونیفر انواع گیاهان خشکی زی گسترش یافتند، گرمی هوا موجب توسعه جنگل‌های انبوه نهانزادان آوندی شد که بخش وسیعی از نیمکره شمالی را فرا گرفته بود در دریاهای دوره کربونیفر گروهی ازبی مهرگان به نام بازوپایان زندگی می‌کردند که دارای دو صدف بالایی و پایینی بودند از مهم‌ترین بازوپایان اسپیریفر را می‌توان نام برد.
دراین دوره اولین خزنده شبیه سوسمارها ظاهر شدند، این خزنده‌ها بر خلاف دوزیستان قادر به تخم‌گذاری در خشکی بودند، در ششمین دوره یعنی پرمین خزنده‌ها زیاد شدند و برخی از انواع جانداران گذشته منقرض شدند.

### دوران میانه‌زیستی
دوران میانه‌زیستی (مزوزوئیک) از ۲۲۵ میلیون سال تا ۶۵ میلیون سال پیش را شامل می‌شود. تغییرات شدید سطح زمین در این دوره به وقوع پیوسته‌است. قاره بزرگ پانجه‌آ به چند قاره کوچکتر تقسیم شد و در آن‌ها رشته‌کوههایی به وجود آمد. این دوران به علت گسترش و فراوانی خزندگان به دوران خزندگان نیز معروف است، آب و هوای این دوران گرم بوده و به سه دوره تریاس، ژوراسیک و کرتاسه تقسیم شده‌است.

### دوره تریاس
در دوره تریاس دایناسورها، پرندگان ابتدایی و پستانداران کوچک گسترش یافتند. از مهم‌ترین بی مهرگان دوران میانه‌زیستی آمونیتها هستند. در دوره کرتاسه گیاهان گلدار، درختان میوه و برگ ریزان ظاهر شدند.

### دوران نوزیستی
دوران نوزیستی که از ۶۵ میلیون سال قبل شروع شده‌است به دو دوره ترشیاری و کواترنری تقسیم می‌شود که دوره نئوژن یا کواترنر از حدود ۲ میلیون سال قبل شروع شده و هنوز نیز ادامه دارد. فعالیت تکنونیکی (زمین ساختی) در این دوران افزایش یافت که نتیجه آن به وجود آمدن رشته کوه‌هایی مانند هیمالیا، البرز، زاگرس و آلپ بود. مهم‌ترین حادثه این دوران گسترش و تنوع پستانداران است که به این علت این دوران را دوره پستانداران لقب داده‌اند. نومولیت‌ها که نوعی از آغازیان و از گروه روزنداران بوده‌اند از فسیل‌های راهنمای مهم اوایل دوران نوزیستی محسوب می‌شوند. دوره کوارتنر با ظهور یخبندان عظیم در سطح کره زمین مشخص می‌شود که باعث تغییرات شدید آب و هوایی و انقراض بعضی از جانوران و ظهور انواع دیگر شده‌است در این دوره است که انسان پا به عرصه وجود می‌گذارد و گیاهان و جانوران امروزی پدیدار می‌شوند.